# Ibrahim Wasif
Ibrahim Wasif (àrab: إبراهيم واصف)  (Port Saïd, 4 de novembre de 1908 - 17 de maig de 1975) fou un aixecador egipci que va competir durant la dècada de 1930.
El 1936 va prendre part en els Jocs Olímpics de Berlín, on guanyà la medalla de bronze en la competició del pes semipesant del programa d'halterofília.